# Krrish
Krrish è un film di Bollywood, diretto da Rakesh Roshan nel 2006, con Hrithik Roshan, Rekha e Priyanka Chopra. C'è anche la comparsa speciale di Preity Zinta, nella parte di Nisha. Il film è il sequel del precedente Koi... Mil Gaya.

## Trama
Krishna è nato con poteri magici, un'eredità del padre Rohit Mehra. Priya entra nella sua vita e diventa il suo mondo ma quando lei parte per Singapore lui la segue. Qui il dottor Siddhant Arya, uno scienziato megalomane, è sul punto di cambiare per sempre il futuro dell'umanità. Un solo uomo può mettersi tra il dottor Siddhant Arya e il suo sogno di distruzione: per fermare le sue crudeli ambizioni Krishna deve diventare "Krrish".

## Uscite internazionali
- Uscita in  India: 23 giugno 2006
- Uscita nei  Paesi Bassi 23 giugno 2006
- Uscita negli  USA: 30 giugno 2006
- Uscita in  Germania: 2 luglio 2006
- Uscita in  Francia: 30 marzo 2007

## Collegamenti ad altre pellicole
La trama del film ha molti punti in comune con quella di Paycheck e viene sviluppata, rispetto alla pellicola precedente, molto di più la parte relativa ai superpoteri, facendo pensare alla saga di Superman e di Spiderman. Inoltre Krrish è molto legato al precedente Koi... Mil Gaya, sia per la presenza di molte scene che vengono riproposte, sia per la battuta finale che è la stessa nei due film: “Grazie, Jadoo”.

## Sequel
Nel 2013 esce il sequel Krrish 3, con stesso cast e regista.

## Musiche
Nel film sono presenti quattro canzoni, di seguito riportate nell'ordine in cui compaiono:
- Chori Chori Chupke Chupke
- Pyaar Ki Ek Kahani
- Dil Na Liya
- Koi Tumsa Nahin

La prima viene cantata da Krishna e Priya in mezzo alla natura, poco dopo che si sono conosciuti.
La seconda, a distanza di breve tempo, ha gli stessi protagonisti, con la comparsa iniziale di Bahadur, intento ad ascoltare le parole romantiche di Krishna.
Dil Na Liya è l'unica canzone di gruppo e viene cantata mentre sono al circo, poco prima dello scoppio dell'incendio.
La quarta ed ultima canzone è cantata dai due protagonisti, poco dopo che Krishna le ha riportato l'anello, dicendogli che è stato il “falso” Krrish a trovarlo, mentre Vikram è già sulle loro tracce.